# لارس مايكلسين
لارس مايكلسين (بالدنماركية: Lars Michaelsen)‏ مواليد 13 مارس 1969 في كوبنهاغن، هو دراج دانمركي سابق في صنف سباق الدراجات على الطريق. سبق أن شارك في دورة الألعاب الأولمبية الصيفية.

## روابط خارجية
- لارس مايكلسين على موقع الاتحاد الدولي للدراجات (الإنجليزية)
- لارس مايكلسين على موقع أرشيف الدراجات (الإنجليزية)
- لارس مايكلسين على موقع إحصائيات الدراجات الإحترافية (الإنجليزية)
- لارس مايكلسين على موقع نسبة الدراجات (الإنجليزية)
- لارس مايكلسين على موقع CycleBase (الإنجليزية)
- لارس مايكلسين على موقع أوليمبيديا (الإنجليزية)
- Team CSC profile